# Parafia Matki Bożej Szkaplerznej w Witowie
Parafia Matki Bożej Szkaplerznej w Witowie – rzymskokatolicka parafia należąca do dekanatu Czarny Dunajec archidiecezji krakowskiej. Prowadzą ją Salezjanie.
W 1966 w Witowie powstał wikariat parafii chochołowskiej. Od 1985 samodzielna parafia.